# Våra bästa dansband
Våra bästa dansband var en serie samlingsalbum med blandade artister ur dansbandsgenren, utgivna på Scranta Grammofon. Första albumet släpptes 2007, sista 2013.

## Diskografi

### Album
| Titel                  | Utgivning |
| ---------------------- | --------- |
| Våra bästa dansband    | 2007      |
| Våra bästa dansband 2  | 2008      |
| Våra bästa dansband 3  | 2008      |
| Våra bästa dansband 4  | 2009      |
| Våra bästa dansband 5  | 2010      |
| Våra bästa dansband 6  | 2010      |
| Våra bästa dansband 7  | 2011      |
| Våra bästa dansband 8  | ?         |
| Våra bästa dansband 9  | ?         |
| Våra bästa dansband 10 | 2013      |

### Fotnoter
1. ↑  ”Våra bästa dansband”. Svensk mediedatabas. http://smdb.kb.se/catalog/search?q=%22V%C3%A5ra+b%C3%A4sta+dansband%22+typ%3Afonogram&sort=OLDEST. Läst 22 juni 2015.